# HD 132254
HD 132254，又名BD+50 2126，SAO 45288、HR 5581，是一颗恒星，视星等为5.63，位于銀經84.65，銀緯57.17，其B1900.0坐标为赤經14h 53m 3.8s，赤緯+50° 57.17′ 15″。